# La Balance
La Balance is een Franse film van Bob Swaim die werd uitgebracht in 1982.

## Samenvatting
De wijk Belleville in Parijs, hoofdinspecteur Palouzi wordt geconfronteerd met een ernstig probleem: zijn informant is vermoord. Hij moet nu een nieuwe en betrouwbare tipgever in het criminele milieu vinden om bezwarende bewijzen tegen zware criminelen en bendeleider Massina te verzamelen. Zijn oog valt op de ex-crimineel André 'Dédé' Laffont, die nog gewerkt heeft voor Massina. 
Opdat Dédé over de brug komt schakelt Palouzi Dédé's vriendin in, de prostituee Nicole. 

## Rolverdeling
| Acteur              | Personage                      |
| ------------------- | ------------------------------ |
| Nathalie Baye       | Nicole Danet                   |
| Philippe Léotard    | Dédé Laffont                   |
| Richard Berry       | inspecteur Mathias Palouzi     |
| Christophe Malavoy  | Tintin                         |
| Jean-Paul Comart    | 'de Belg'                      |
| Bernard Freyd       | 'de Capitaine'                 |
| Maurice Ronet       | Roger Massina                  |
| Albert Dray         | Carlini                        |
| Florent Pagny       | Ange Simoni                    |
| Tchéky Karyo        | Petrovic                       |
| Sam Karmann         | Paulo                          |
| Claude Villers      | de baas van 'L'Oasis'          |
| François Berléand   | inspecteur van de zedenbrigade |
| Luc-Antoine Diquéro | Picard                         |